# Uredba 261/2004
Uredba (ES) št. 261/2004 Evropskega parlamenta in Sveta z dne 11. februarja 2004 o določitvi skupnih pravil glede odškodnine in pomoči potnikom v primerih zavrnitve vkrcanja, odpovedi ali velike zamude letov ter o razveljavitvi Uredbe (EGS) št. 295/91 je uredba EU in velja od 18.2.2005. Ureja upravičenost potnikov v letalskem prometu do kompenzacije in pomoči v primerih, ko jim je zavrnjeno vkrcanje na nameravani let zaradi prekomernih rezervacij (overbooking) ali drugače, je ta let odpovedan oz. ima veliko zamudo, oz. potniku ne more biti zagotovljen prevoz v rezerviranem razredu (boljša ali slabša namestitev).